# Stephanie Kwolek
Stephanie Louise Kwolek (n. 31 iulie 1923 – d. 18 iunie 2014) a fost o chimistă americană, a cărui carieră la compania DuPont a durat peste patruzeci de ani. Ea este cel mai bine cunoscută pentru inventarea unei clase de fibre sintetice , de o rezistență și rigiditate excepțională: poliparafenilentereftalamida, mai bine cunoscută sub denumirea comercială de Kevlar. Pentru descoperirea sa, Kwolek a adus companiei DuPont Medalia Lavoisier pentru merite excepționale. În luna februarie 2015, ea era încă singura femeie angajat care a primit această onoare. În 1995, a devenit cea de-a patra femeie care să fie adăugată la National Inventors Hall of Fame. Kwolek a câștigat numeroase premii pentru munca ei în chimia polimerilor, inclusiv National Medal of Technology, IRI Achievement Award și Perkin Medal.